# La Meauffe
La Meauffe is een gemeente in het Franse departement Manche (regio Normandië). De plaats maakt deel uit van het arrondissement Saint-Lô. La Meauffe telde op 1 januari 2022 998 inwoners.

## Geografie
De oppervlakte van La Meauffe bedroeg op 1 januari 2022 10,22 vierkante kilometer; de bevolkingsdichtheid was toen 97,7 inwoners per km².

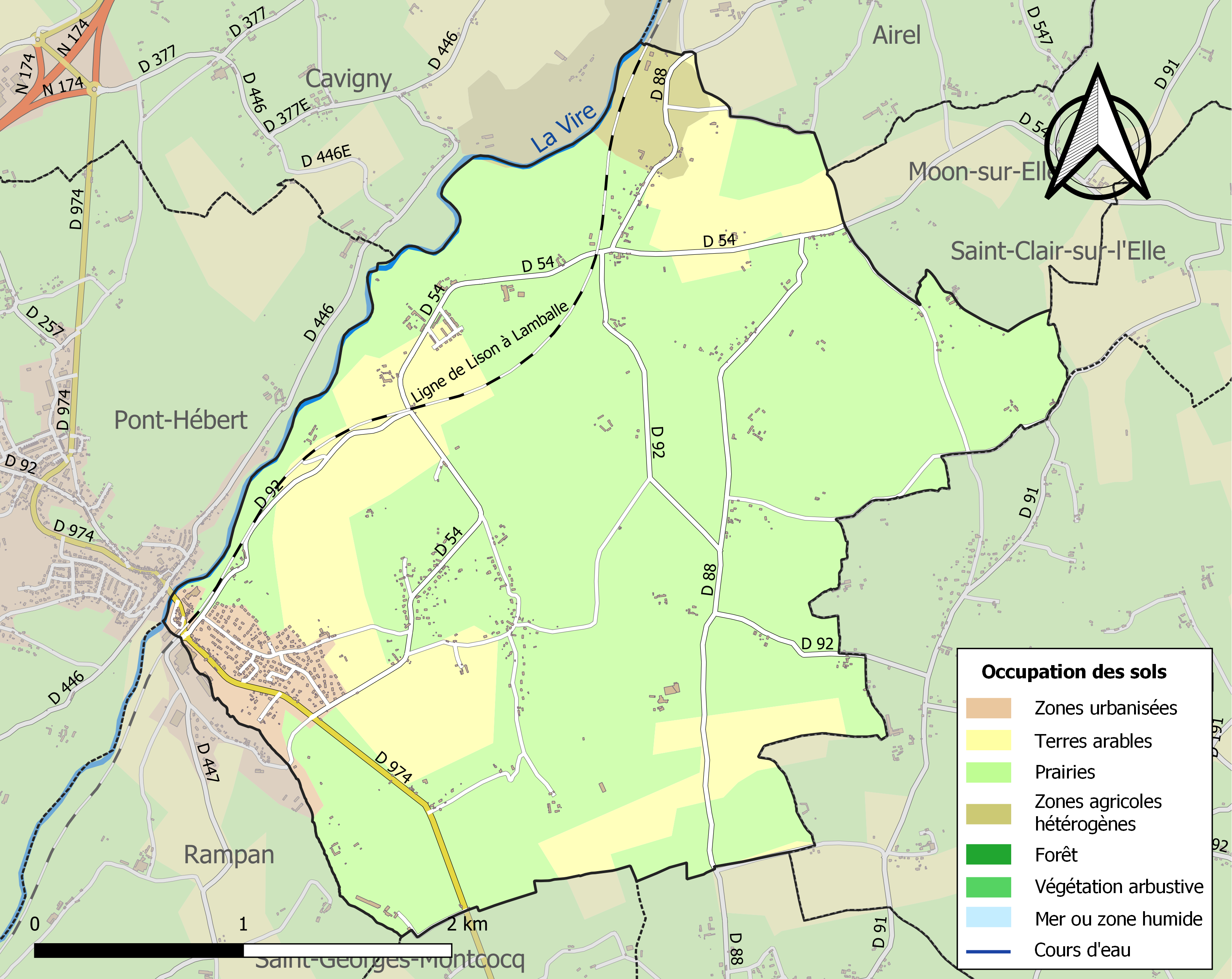
Kaart van de gemeente met de belangrijkste infrastructuur, bodemgebruik en omliggende gemeenten

## Demografie
Onderstaande figuur toont het verloop van het inwonertal (bron: INSEE-tellingen).